# Screen Actors Guild
Screen Actors Guild (SAG) ("Screen Actors": filmskuespillere, "Guild": lav (forening)) er en amerikansk fagforening, som præsenterer over 200.000 film- og fjernsynsskuespillere og statister verdenen over.
Ifølge SAG ønsker fagforeningen at forhandle om håndhæve kollektive enigheder, som er blevet grundlagt for at sørge for at medlemmerne arbejder under rimelige forhold, herunder eventuelle erstatning, krav og lignende; sørge for erstatning til udnyttede medlemmer, og yde bekyttelse mod uautoriseret brug af disse optagelser; at opretholde og udvide arbejdsmuligheder for dets medlemmer.
SAG'en blev grundlagt i 1933 i et forsøg på at nedkæmpe udnyttelse af skuespillere i Hollywood, som var blevet tvunget til at underskrive årelang kontrakter med kæmpe store filmselskaber, som ikke inkluderede restrektioner angående arbejdstimer, eller mindste hvile periode. Disse kontrakter gjorde det lovligt for filmselskaberne, at bestemme over hvordan skuespilleren skulle gøre optræde overfor pressen og i privatlivet, og de måtte ikke, undtagen når de selv ville det, lade en skuespiller gå fri af kontrakten, hvis denne selv ville dette.
Pga dets mange hovedkontorer i Hollywood, har SAG også lokale afdelinger i mange af de større byer i USA, inklusiv: Phoenix, Boston, New York, Philadelphia, Washington D.C., Nashville, Atlanta, Miami, Dallas, Houston, Chicago, Detroit, Denver, Salt Lake, San Diego, Seattle, Portland, Las Vegas, Honolulu, og San Francisco.
Siden 1995, har foreningen årligt uddelt en Screen Actors Guild Award eller "Actor" i forskellige fjernsyn- og TV-kategorier.

## Strejke i 2008
Kun få måneder efter Writers Guild of America-strejken i 2007 og 2008 sluttede, lykkedes det ikke SAG og Alliance of Motion Picture and Television Producers at nå til enighed om en ny overenskomst efter 42 dages forhandlinger, hvorfor endnu en strejke i Hollywood kan være op opsejling.

## Formænd for SAG
- 1933-1933 Ralph Morgan
- 1933-1935 Eddie Cantor
- 1935-1938 Robert Montgomery
- 1938-1940 Ralph Morgan
- 1940-1942 Edward Arnold
- 1942-1944 James Cagney
- 1944-1946 George Murphy
- 1946-1947 Robert Montgomery
- 1947-1952 Ronald Reagan
- 1952-1957 Walter Pidgeon
- 1957-1958 Leon Ames
- 1958-1959 Howard Keel
- 1959-1960 Ronald Reagan
- 1960-1963 George Chandler
- 1963-1965 Dana Andrews
- 1965-1971 Charlton Heston
- 1971-1973 John Gavin
- 1973-1975 Dennis Weaver
- 1975-1979 Kathleen Nolan
- 1979-1981 William Schallert
- 1981-1985 Edward Asner
- 1985-1988 Patty Duke
- 1988-1995 Barry Gordon
- 1995-1999 Richard Masur
- 1999-2001 William Daniels
- 2001-2005 Melissa Gilbert
- 2005-Nu Alan Rosenberg